# Aloe megalocarpa
Aloe megalocarpa är en grästrädsväxtart som beskrevs av John Jacob Lavranos. Aloe megalocarpa ingår i släktet Aloe och familjen grästrädsväxter. Inga underarter finns listade i Catalogue of Life.